# Dirt Bike

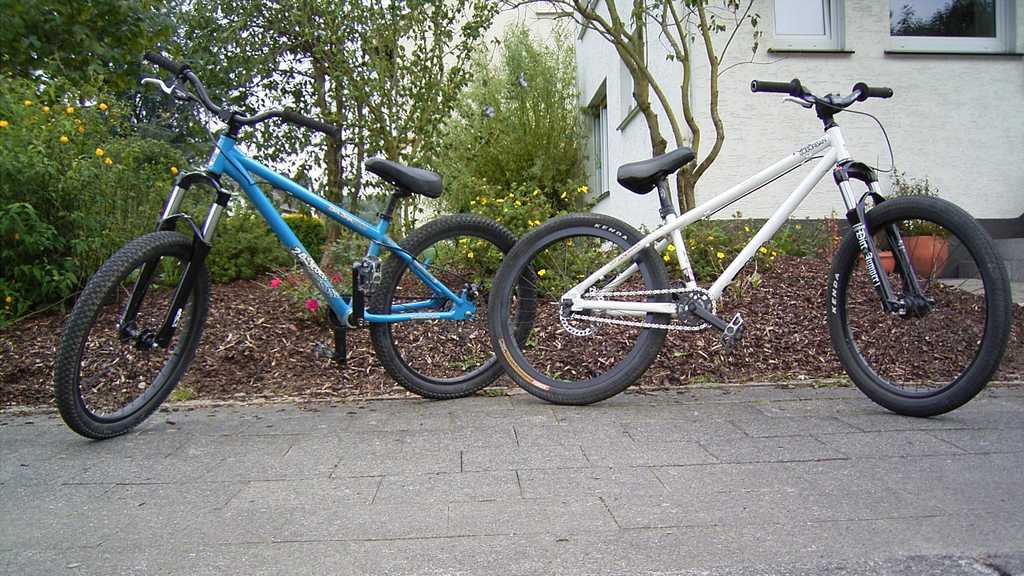
Dirt Bikes

Als Dirt Bikes bezeichnet man stabile Mountainbikes mit meist kleineren Rahmen und einer Laufradgröße zwischen 24 und 26 Zoll. Sie werden für Dirt Jump eingesetzt. Diese Fahrräder sind Sportgeräte und zur normalen Fortbewegung kaum geeignet.
Hergestellt sind sie aus Stahl oder Aluminiumlegierungen. Eingesetzt werden Dirt Bikes überwiegend zum Springen über Dirtsprünge (Tables und Doubles, siehe auch: Dirt Jump).

## Aufbau und Technik
Die Rahmenkonstruktion, Felgen, Kurbeln sowie der Vorbau und Lenker müssen stabil sein. Der Rahmen wird meist aus Chrom-Molybdän-Stahl oder Aluminium-Legierungen hergestellt um die nötige Stabilität zu liefern; das Oberrohr fällt nach hinten stark ab. Gefahren wird im Normalfall mit breiten Reifen, die zwar ein relativ grobes Profil, aber dennoch möglichst wenig Rollwiderstand besitzen. Die Reifen haben meist eine Breite von etwa 2,1 bis 2,5 Zoll und die Laufräder einen Durchmesser von 24 oder 26 Zoll. Bei besonders ebenen und trockenen Oberflächen werden auch profillose Reifen (Streetreifen) beziehungsweise Reifen mit wenig Profil gefahren, da sie ein geringeres Gewicht vorweisen und leichter als solche mit grobem Profil zu handhaben sind. Ebenso kann mit ihnen, aufgrund des geringeren Rollwiderstandes, die gewünschte Geschwindigkeit schneller erreicht werden. Viele Mountainbikes dieser Art haben keine Schaltung (Single Speed) und besitzen meist nur eine Hinterrad-Bremse mit Handbetätigungshebel am Lenker. Dies ist bewusst so gewählt, um Gewicht einzusparen und bei bestimmten Tricks (z. B. beim Barspin) den Lenker drehen zu können. Dennoch fahren einige Spitzenfahrer mit einer Gangschaltung, um die nötige Geschwindigkeit beim Fahren der oben genannten Rampenarten zu erlangen. Dies wiederum kommt jedoch der Kategorie 4X oder Freeride näher. Ein anderer, wichtiger Bestandteil eines Dirt Bikes ist die Federgabel: Es gibt sie in 2 Varianten. Entweder mit Luft oder mit einer Stahlfeder im Inneren. Sie besitzt meist einen Federweg zwischen 80 mm und 140 mm. Diese reduziert die Stöße auf das Rad auf ein Minimum, was auch notwendig ist, da einige Sprünge eine Distanz von bis zu 10 Metern oder mehr aufweisen und die Fahrer über mehrere Meter hoch durch die Luft „fliegen“. Jedoch gibt es auch einige Fahrer, die bewusst eine Starrgabel wählen, um bei der Landung mehr Geschwindigkeit mitnehmen zu können. Die Pedale, die in den meisten Dirt Bikes verbaut sind, nennt man Flat Pedals oder Bärentatzen. Um zu verhindern, dass die Kette herausspringt, werden bei Rädern mit Kettenschaltungen Kettenführungen verwendet. Der Sattel wird meist sehr niedrig montiert um beim Abfedern nach dem Sprung nicht schmerzhaft anzustoßen.
Bekannte frühere bzw. aktuelle Wettbewerbe sind die Red Bull Joyride, X-Games und Extreme Playgrounds, die Crankworx-Serie und die Freeride Mountainbike Tour (FMB Series).